# Europese kampioenschappen streetskateboarden 2019
De Europese kampioenschappen streetskateboarden 2019 vonden plaats in oktober 2019 in het Russische Nizjni Novgorod. De Nederlandse skateboardster Keet Oldenbeuving werd Europees kampioene bij de dames en de Fransman Vincent Milou bij de heren. 

## Uitslagen
| Goud   | Vincent Milou    |
| Zilver | Axel Cruysberghs |
| Brons  | Jaakko Ojanen    |
| 4      | Douwe Macare     |
| 5      | Maxim Habanec    |

| Goud   | Keet Oldenbeuving |
| Zilver | Lore Bruggeman    |
| Brons  | Roos Zwetsloot    |
| 4      | Candy Jacobs      |
| 5      | Charlotte Hym     |